# Locsolás

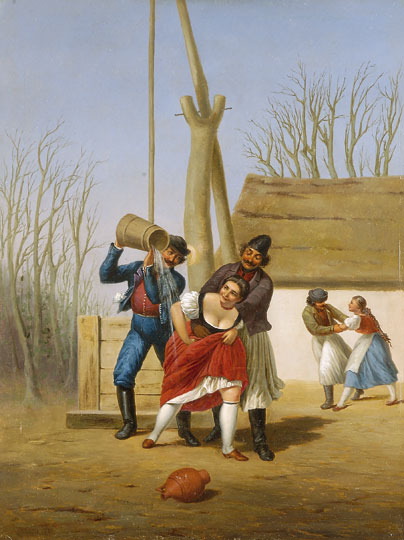
Markó: Húsvéti locsolkodás (1889)

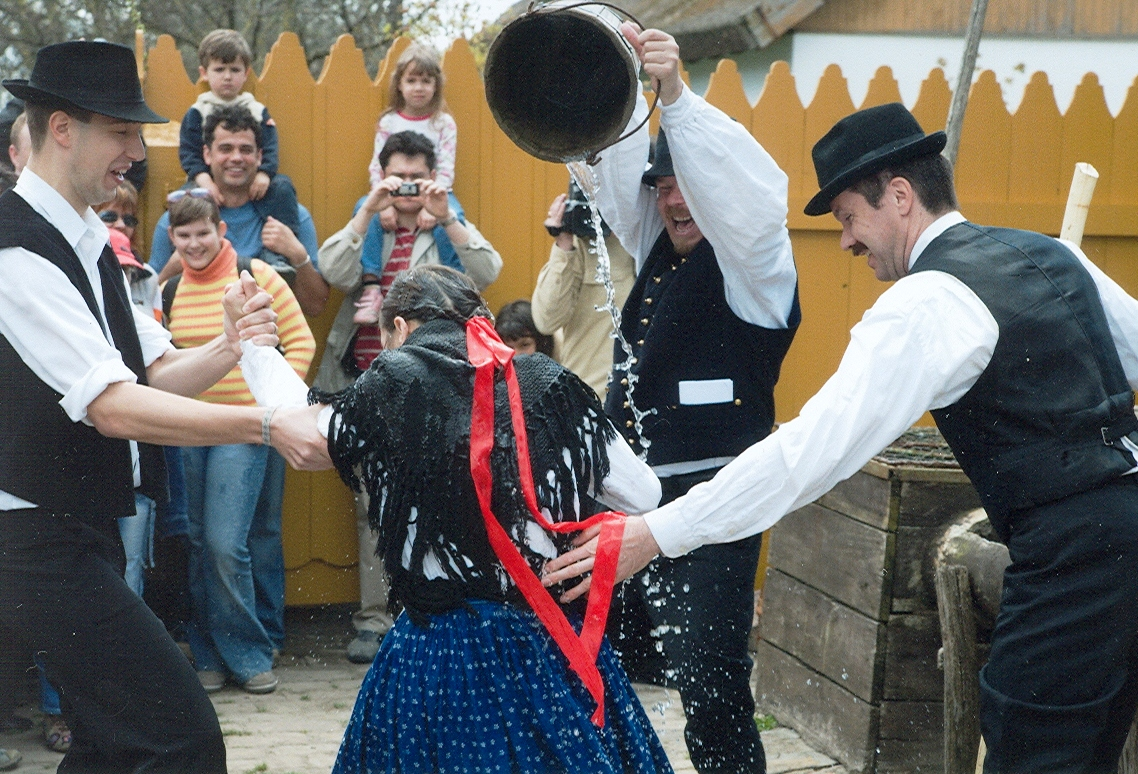
Húsvéti locsolkodás 2009-ben Ópusztaszeren

A locsolás (a lányok, mint „meglocsoltak” esetében: locsolkodás) közép-európai húsvéti hagyomány. E szokás szerint húsvéthétfőn hajnaltól kezdve a fiúk vízzel, újabban elsősorban illatos kölnivel vagy egyéb, tréfásabb módon locsolják meg az ismerős lányokat.
Vízbevető, vízbehányó hétfőnek nevezték, ugyanis még ötven évvel ezelőtt is elterjedt formájában vödörnyi vízzel locsoltak, vagy az itatóvályúba dobták a lányokat, akik a nemes alkalomra a legszebb ruhájukban pompáztak. Napjainkban a locsolás e módját elsősorban falusi ill. kisvárosi közegben, főként (de nem kizárólag) hagyományörző csoportok mívelik.
Manapság inkább a finomabb formája terjedt el, amikor locsolóvers elmondása után illatos parfümféleség, – tinédzser vagy fiatal felnőtt lányok esetében virágspriccelő, szódásszifon vagy a kerti slag – által érdemlik ki a locsoló fiúk a jutalmul kapott festett piros, díszített pl. hímes tojást.

## Eredete
Vannak rá korai utalások a középkori szláv népszokásokban, és Csehországban már Konrád Waldhauser (1326-1369) írt elsőként a locsolkodásról. Ez a szokás ismert Szlovákok között, Csehországban, Ukrajnában és Lengyelországban is.
A szokás létezéséről azonban Magyarországon csak a későbbi 17. századi írásos emlékek tesznek említést. 1736-ban Apor Péter a Metamorphosis Transylvaniae azaz: Erdélynek régi együgyű alázatos ideiben való gazdagságából ez mostani kevély, czifra felfordúlt állapotjában koldússágra való változása  című művében ezt írta:  „… úrfiak, alávaló, fő és nemes emberek húsvét másnapján az az vízben vetü hétfün járták a falut, erősen öntözték egymást az leányokat hányták az vízben …” 
A locsolás az emberiséggel csaknem egyidős termékenységkultusszal van kapcsolatban, ugyanakkor a vízzel való meghintés utal a keresztség jelére és tartalmára. A szokás arra a legendára is visszavezethető, amely szerint locsolással akarták elhallgattatni a Jézus feltámadását hirdető jeruzsálemi asszonyokat, illetve vízzel öntötték le a Jézus sírját őrző katonák a feltámadás hírét vivő asszonyokat.

## Kapcsolatos hagyományok

### Tojásfestés

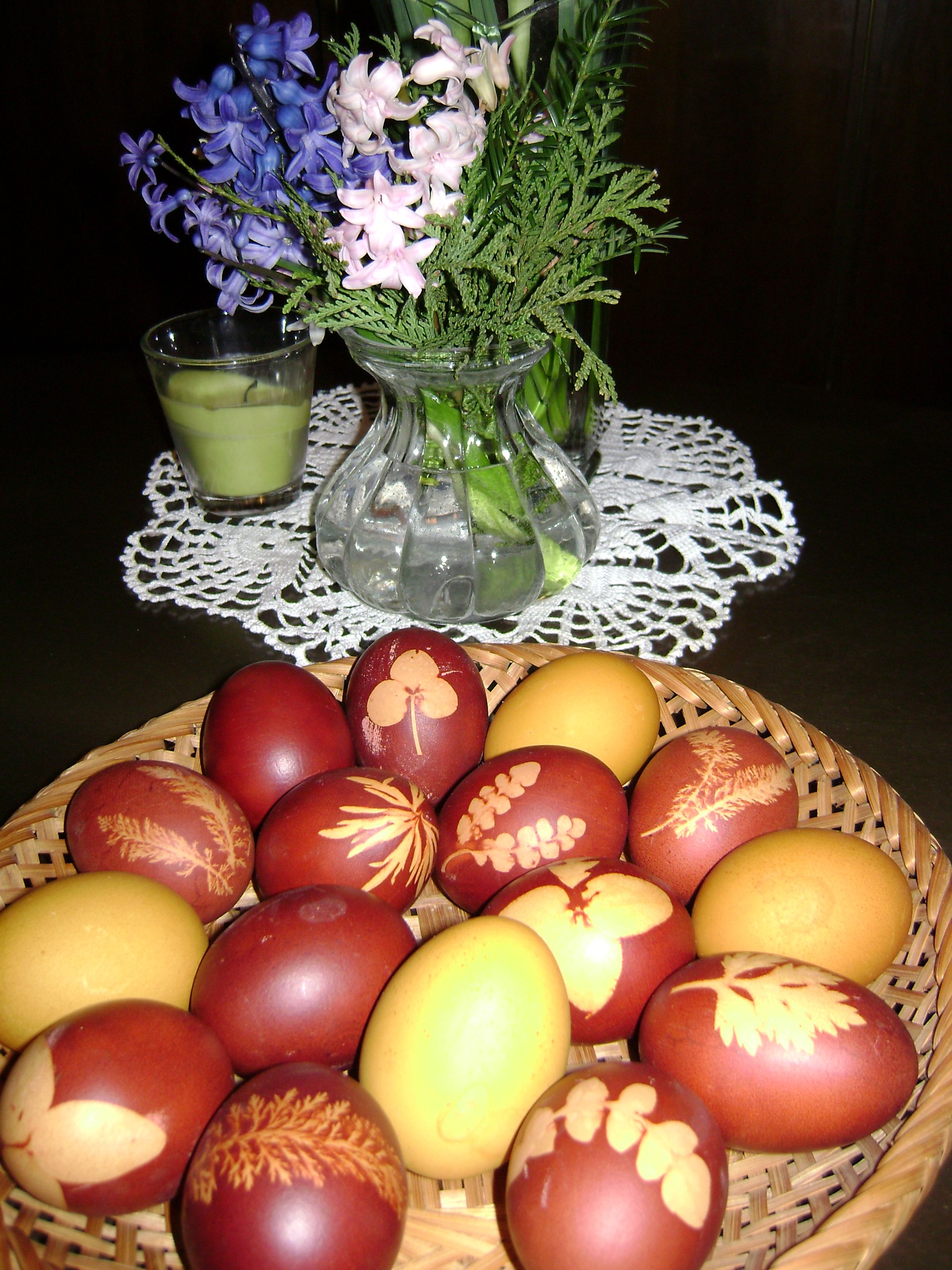
Magyaros festett húsvéti tojás

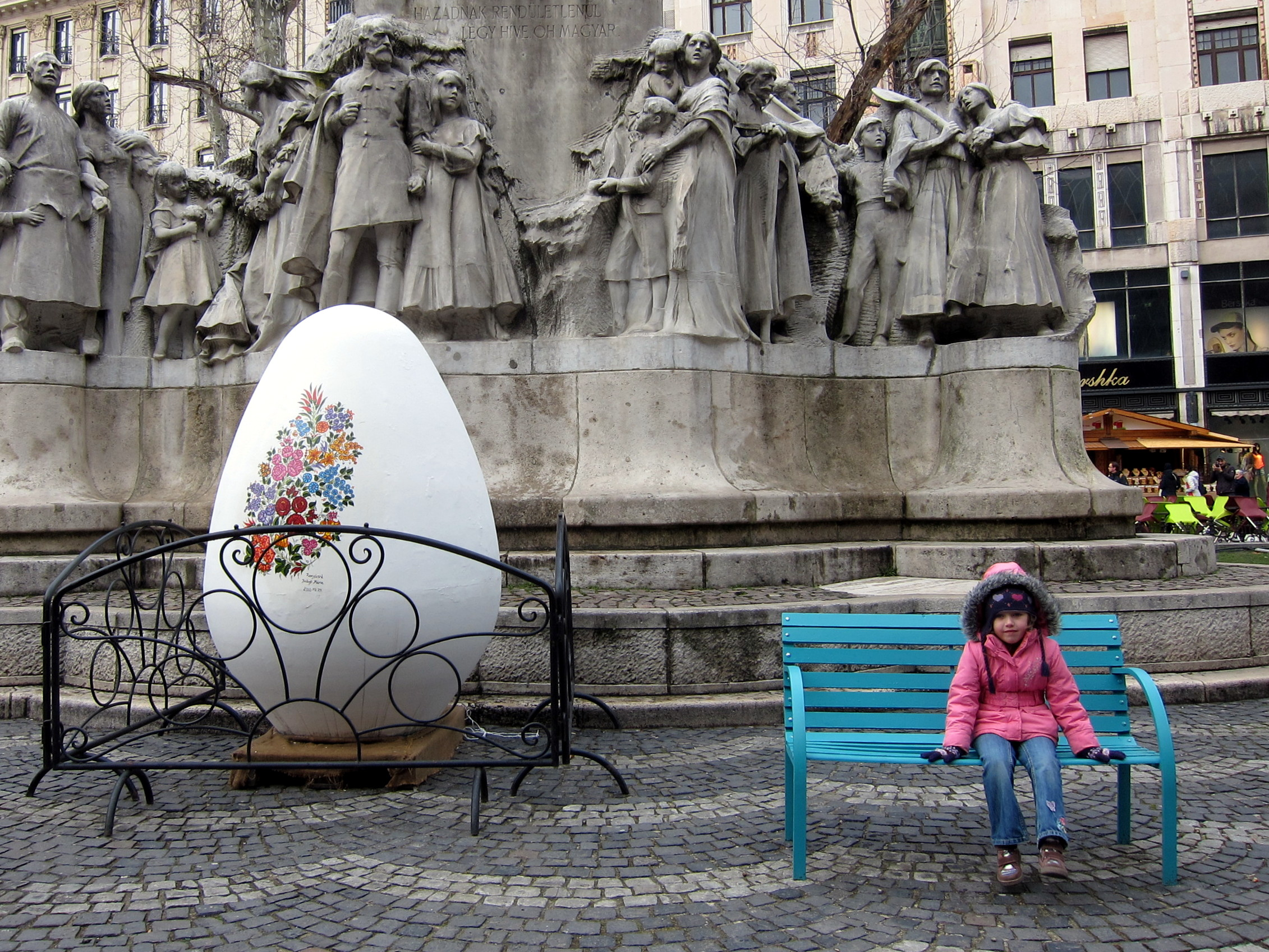
Kézzel pingált magyar motívum egy óriási húsvéti tojáson a budapesti Vörösmarty téren

A locsolásért cserébe hímes, de legalábbis festett tojás jár a fiúknak. Sok változata és technikája létezik mind a tojáshímzésnek, mind a festésnek.
Egy legenda szerint mikor Krisztus a keresztfán függött, előtte egy asszony egy nagy kosár tojással állt meg imádkozni, és Krisztus vére rácseppent a tojásokra. Ezért szokás a húsvéti tojást pirosra festeni. A vallásos magyarázaton túl a piros szín a vért, az életet is jelenti. 

### Locsolóvers
Külön műfajjá fejlődött a locsoláshoz társuló – néha engedélyt kérő, néha humorosan fenyegető, néha esetleg enyhén pajzán – rövid versike elmondása a lány lelocsolásának aktusa előtt. Sok közismert változata létezik, de nem ritkák a rögtönzött kreálmányok sem. 
Egyik legismertebb locsolóversike: 
„Zöld erdőben jártam, kék ibolyát láttam.
El akart hervadni! Szabad-e locsolni?”

### Vesszőzés
A locsolkodással egyenértékű szokás volt a vesszőzés. Sibának nevezték az általában fűzfavesszőből font vékony korbácsot, amellyel a legények megcsapkodták a lányokat. A vesszőre ezután a lányok szalagot kötöttek és a fiúkat borral vendégelték meg. Ismert Csehországban és Szlovákiában

### Hajnalfa
Húsvét vasárnap hajnalán a legények a kiszemelt lány kerítéséhez egy fiatal fát erősítettek, majd másnap bebocsátást kérve alaposan megöntözték a leányzót.

### Kókányolás
A legények az ajándékba kapott tojásokkal játszották, két tojást addig kocogtattak össze, míg az egyik el nem tört. Akié ép maradt, az nyert. Kókányolásnak nevezték a tojásvágást is. A tojást letették a fal tövébe, és öt tyúklépés távolságból kellett belevágni a pénzérmét. Ha beletalált a pénzzel úgy, hogy az megállt a tojásban, akkor a kókányoló nyerte a tojást.